# Varoša

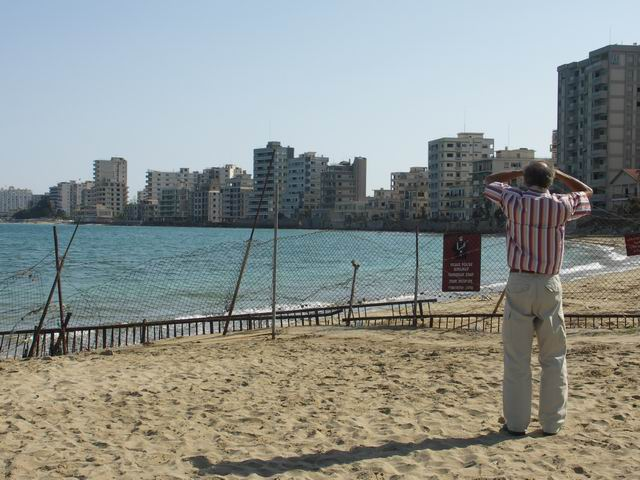
Varoša za vojenským plotem

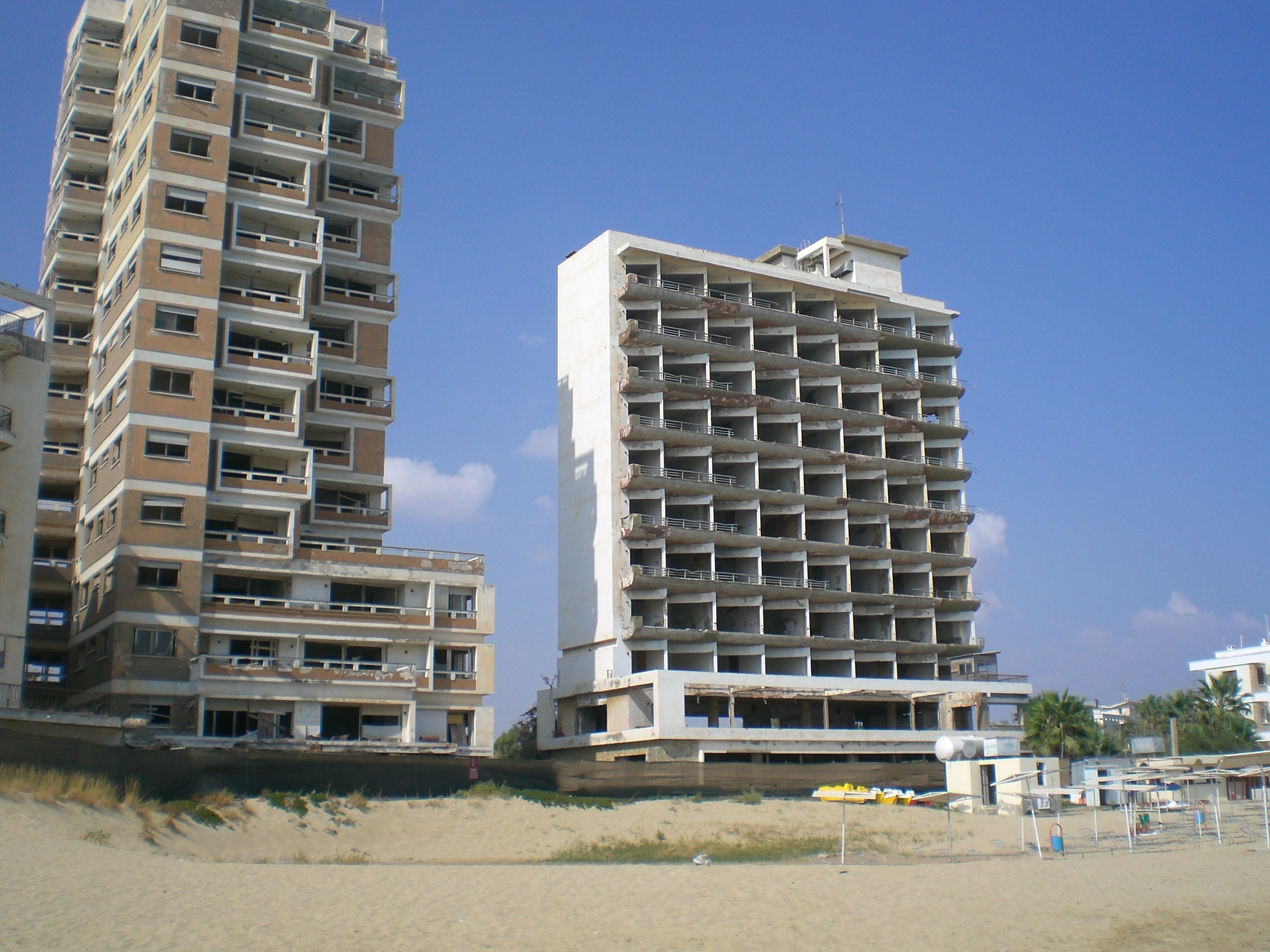
Opuštěné hotely

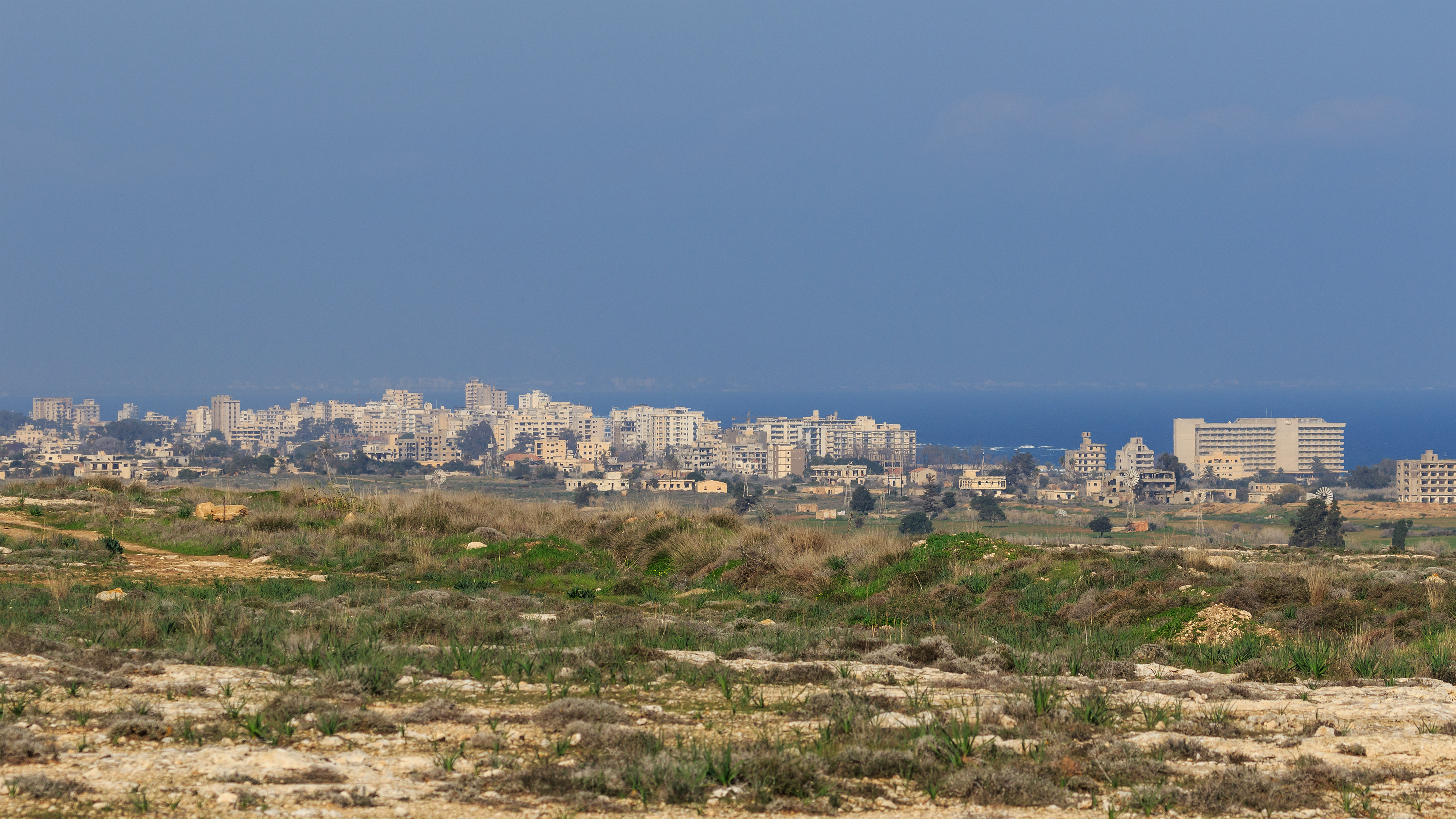
Pohled na Varošu z Paralimni (2017)

Varoša (řecky Βαρώσια, turecky Maraş nebo Kapalı Maraş) je jižní čtvrť Famagusty, de iure území Kypru, aktuálně pod kontrolou Severního Kypru. Varoša měla podle sčítání lidu z roku 2011 226 obyvatel. Oblast má rozlohu 6,19 km².

## Etymologie
Jméno Varoša pochází z tureckého slova varoş (předměstí). Na místě, kde se Varoša nachází, byla pole, na kterých se pásla zvířata.

## Historie
Na počátku 70. let byla Famagusta hlavní turistickou destinací na Kypru. Počet turistů neustále narůstal, a proto bylo postaveno mnoho nových výškových budov a hotelů. Během své největší slávy byla Varoša nejen oblíbenou turistickou destinací na Kypru, ale v letech 1970 až 1974 také jednou z nejoblíbenějších turistických destinací na světě. Lokalitu si oblíbila i řada celebrit, například Elizabeth Taylorová, Richard Burton, Raquel Welchová a Brigitte Bardotová.
Před rokem 1974 byla Varoša moderní turistickou destinací. Řeckokyperští obyvatelé ale byli nuceni uprchnout během turecké invaze na Kypr v roce 1974, kdy se město Famagusta dostalo pod tureckou kontrolu, a Varoša od té doby zůstala opuštěná. V roce 1984 byla vydána rezoluce Organizace spojených národů, ve které bylo požadováno předání města pod kontrolu OSN a umožnění návratu původních obyvatel do svých domovů.
Část čtvrti byla pro civilisty zpřístupněna až v roce 2017.

## Turecká vláda na Kypru
V srpnu 1974 turecká armáda vstoupila do Varošy, kterou obsadila a celou oplotila. Jen několik hodin předtím všichni řečtí Kypřané Varošu opustili. S evakuací pomáhala nedaleká britská vojenská základna. Obyvatelé předpokládali, že se domů brzy vrátí, až se situace uklidní, proto nechali doma většinu svých věcí.

## Charakteristika
Jednou z hlavních ulic byla John F. Kennedy Avenue, která vedla nedaleko od přístavu Famagusta souběžně s pláží Glossa. Podél JFK Avenue byla celá řada známých výškových hotelů včetně King George Hotel, The Asterias Hotel, The Grecian Hotel, The Florida Hotel a The Argo Hotel, který byl oblíbeným hotelem herečky Elizabeth Taylorové. Argo Hotel se nachází nedaleko konce JFK Avenue, s výhledem na Protaras a Fig Tree Bay. Další významnou ulicí je Leonidas, která vycházela z JFK Avenue a mířila na západ směrem k Vienna Corner. Leonidas byla hlavní nákupní a zábavní ulicí ve Varoše, kde se kromě mnoha barů, restaurací a nočních klubů nacházel také autosalon Toyota.

## Soudní případy
Podle kyperských Řeků je podél pláže Varošy, od hotelu Contandia k hotelu Golden Sands, celkem 425 pozemků. Celkem je na ploše Varošy 6 082 parcel.
Existuje 281 případů kyperských Řeků, kteří požádali Komisi pro nemovitý majetek (Immovable Property Commission, IPC) Severního Kypru o kompenzaci.

## Znovuotevření pro civilní obyvatelstvo

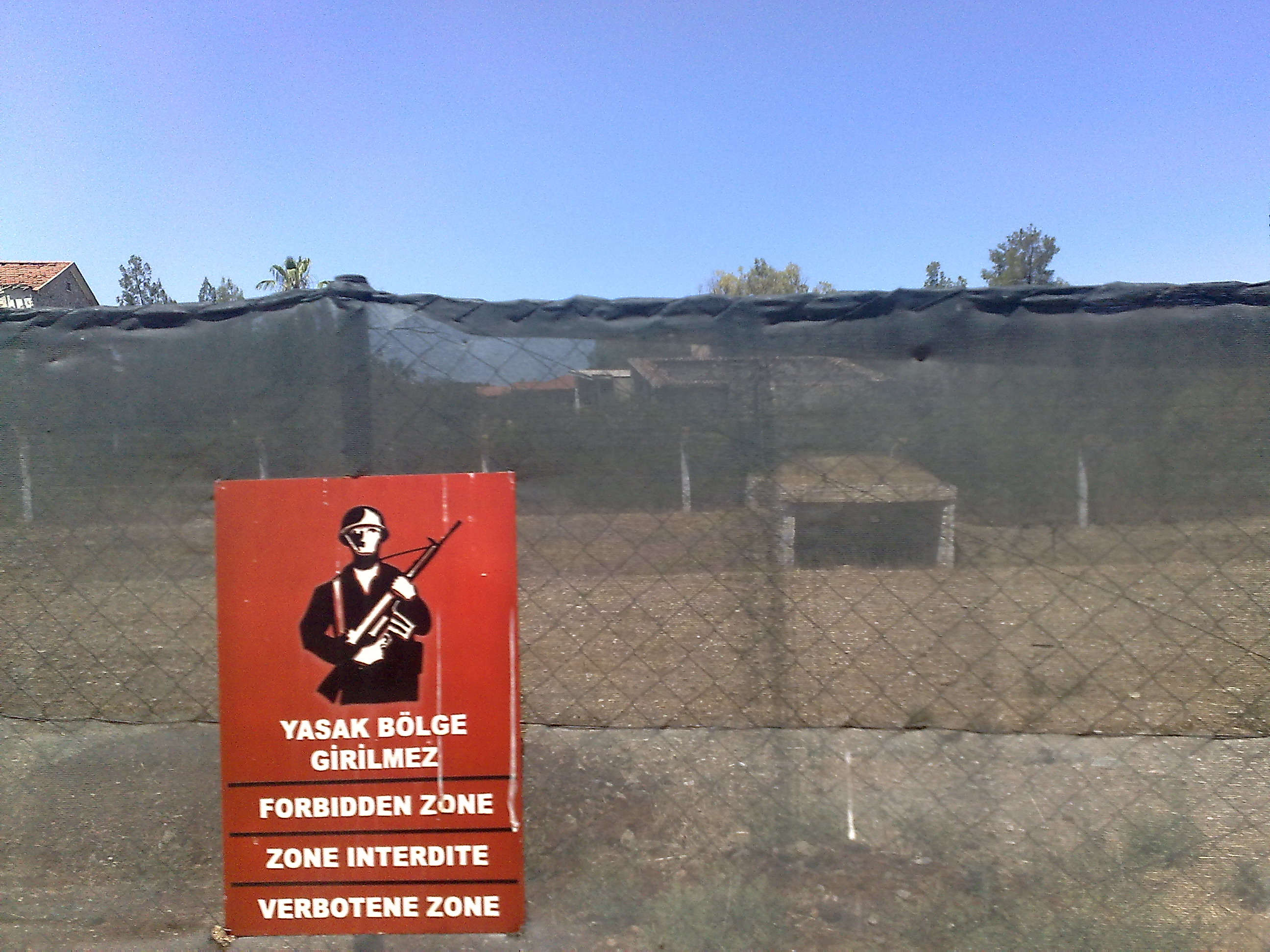
Varoša pod správou turecké armády.

Ve čtvrti žilo dle sčítání lidu v roce 2011 226 lidí.
V roce 2017 byla jedna z pláží zpřístupněna pouze pro Turky (kromě tureckých Kypřanů také pro turecké státní příslušníky).
V roce 2019 vláda Severního Kypru oznámila, že otevře Varošu i pro turisty. 14. listopadu 2019 předseda vlády Severního Kypru prohlásil, že ke zpřístupnění má dojít do konce roku 2020.
25. července 2019 byla zahájena analýza všech budov a další infrastruktury ve Varoše.
9. prosince 2019 generální ředitel správy náboženské nadace EVKAF na Kypru, prohlásil celou čtvrť za vlastnictví EVKAF. Uvedl, že EVKAF může podepsat nájemní smlouvy s kyperskými Řeky, pokud přijmou, že celá oplocená čtvrť patří Evkaf.
Do roku 2020 vláda Severního Kypru dokončila inventarizaci. 15. února 2020 došlo k setkání v hotelu Sandy Beach, kterého se zúčastnili turečtí představitelé (viceprezident Fuat Oktay a ministr spravedlnosti Abdulhamit Gül), turecko-kyperští politici, zástupci EVKAF a turečtí a turecko-kyperští právníci.
22. února 2020 Kypr prohlásil, že bude vetovat fondy Evropské unie, které by mířily k tureckým Kypřanům za účelem osídlení Varošy.
6. října 2020 Ersin Tatar, předseda vlády Severního Kypru, oznámil, že se 8. října 2020 oblast u pláže otevře veřejnosti. Turecký prezident Recep Tayyip Erdoğan uvedl, že Turecko rozhodnutí plně podporuje. K tomuto kroku došlo před prezidentskými volbami na Sverním Kypru, ve kterých byl Tatar jedním z kandidátů. Šéf diplomacie EU plán odsoudil a označil ho za vážné porušení dohody OSN. Kromě toho požádal Turecko, aby tuto činnost zastavilo. Generální tajemník OSN vyjádřil znepokojení nad rozhodnutím Turecka.
8. října 2020 došlo k otevření části Varoši od důstojnického klubu k hotelu Golden Sands.
V listopadu 2020 navštívili Varošu turecký prezident Recep Tayyip Erdoğan a turecký velvyslanec v Nikósii. Kromě toho byla hlavní třída přejmenována po Semihovi Sancarovi, který byl náčelníkem generálního štábu Turecka v letech 1973–1978, tedy v době, kdy došlo k turecké invaze na Kypr.
Evropský parlament 27. listopadu požádal Turecko, aby změnilo své rozhodnutí znovu otevřít část Varoši a obnovilo jednání s cílem vyřešit problémy na Kypru, a vyzval Evropskou unii, aby zavedla sankce vůči Turecku, pokud se věci nezmění. Turecko rezoluci odmítlo a dodalo, že Turecko bude nadále chránit jak svá vlastní práva, tak práva tureckých Kypřanů. Rezoluci odsoudilo i předsednictví Severokyperské turecké republiky.
20. července 2021 prezident Severního Kypru oznámil zahájení 2. fáze zpřístupňování Varoši. Vyzval kyperské Řeky, aby se obrátili na Komisi pro nemovitý majetek Turecké republiky Severní Kypr a požádali o vrácení svého majetku, pokud mají nějaká taková práva.
Mešita Bilal Aga, postavená v roce 1821, byla znovu otevřena 23. července 2021.
V reakci na rozhodnutí vlády Severního Kypru Rada bezpečnosti OSN vydala 23. července prohlášení, kde uvedla, že osidlování Varoši jinými lidmi než jeho obyvateli je nepřípustné. Téhož dne Turecko toto prohlášení odmítlo a uvedlo, že bylo založeno na propagandě řeckých Kypřanů a nezakládalo se na podložených skutečnostech. 24. července 2021 předsednictvo Severního Kypru odsoudilo prohlášení Rady bezpečnosti OSN.
Do 1. ledna 2022 navštívilo Varošu od zpřístupnění dne 6. října 2020 téměř 400 000 lidí.
19. května 2022 Severní Kypr otevřel 600 metrů dlouhý a 400 metrů široký úsek pláže Golden Sands (od hotelu King George po Oceania Building) pro komerční využití. Byla zde instalována lehátka a slunečníky.
V říjnu 2022 turečtí Kypřané oznámili, že ve čtvrti plánují otevřít veřejné instituce.
V dubnu 2023 koupil turecký Kypřan od řeckých Kypřanů Cleo Hotel, 7patrový Golden Seaside Hotel a 3hvězdičkový Egean Hotel, které plánuje otevřít v roce 2025.
10. srpna 2023 vláda Severního Kypru rozhodla ve Varoše vybudovat přístav a turistická zařízení.

## Kulturní odkaz
Varošu analyzoval ve své knize The World Without Us Alan Weisman jako příklad síly přírody.
Řecký Kypřan Michalis Kakojannis popsal město a vyzpovídal jeho vyhnané občany ve filmu Attilas '74, který vznikl v roce 1975.
V roce 2021 věnovala čtvrti jednu píseň běloruská skupina Main-De-Gloire.

## Galerie

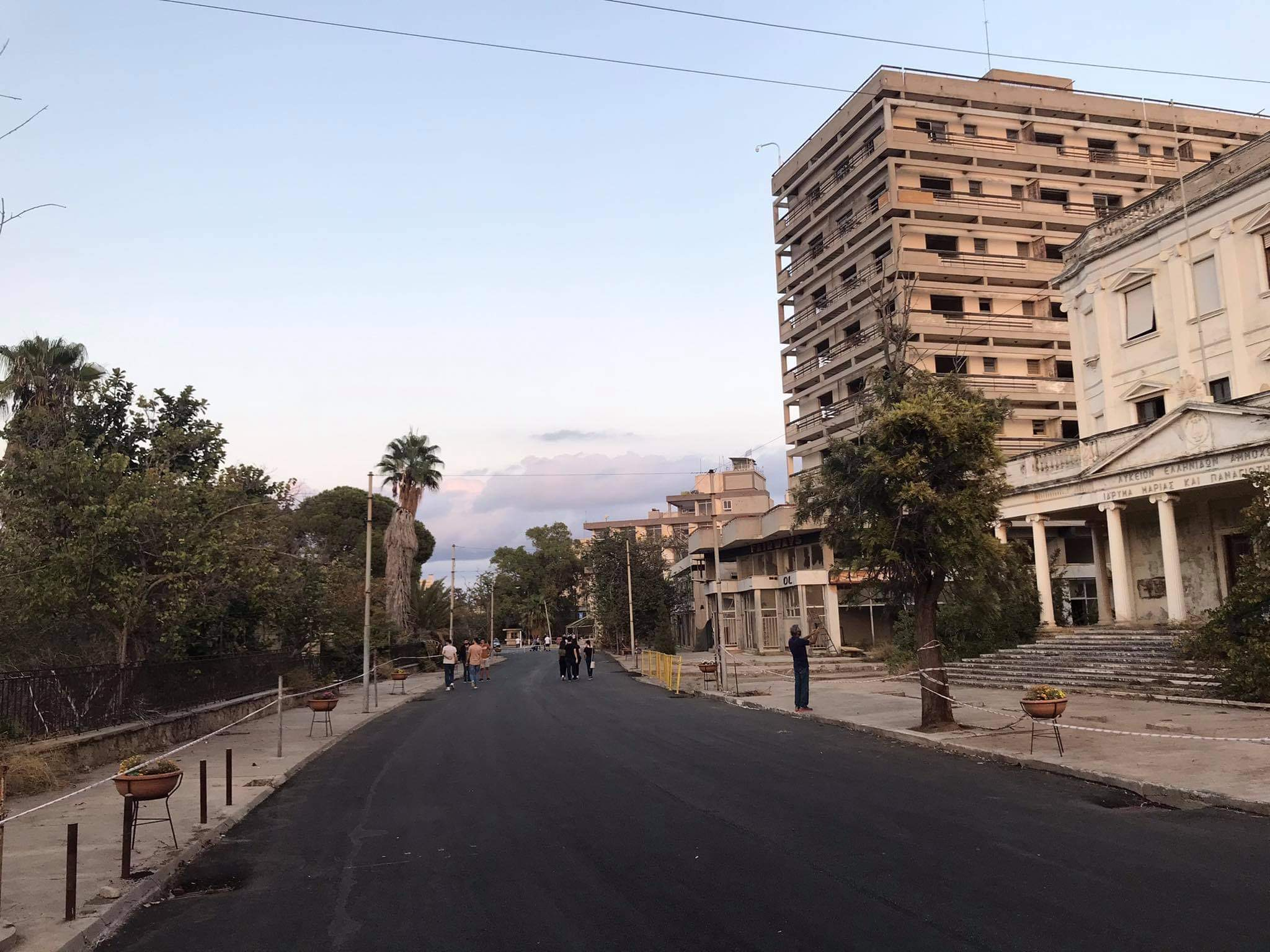
Nově vyasfaltovaná ulice Democracy Street a opuštěné budovy po znovuotevření v roce 2020 (vpravo škola umění)
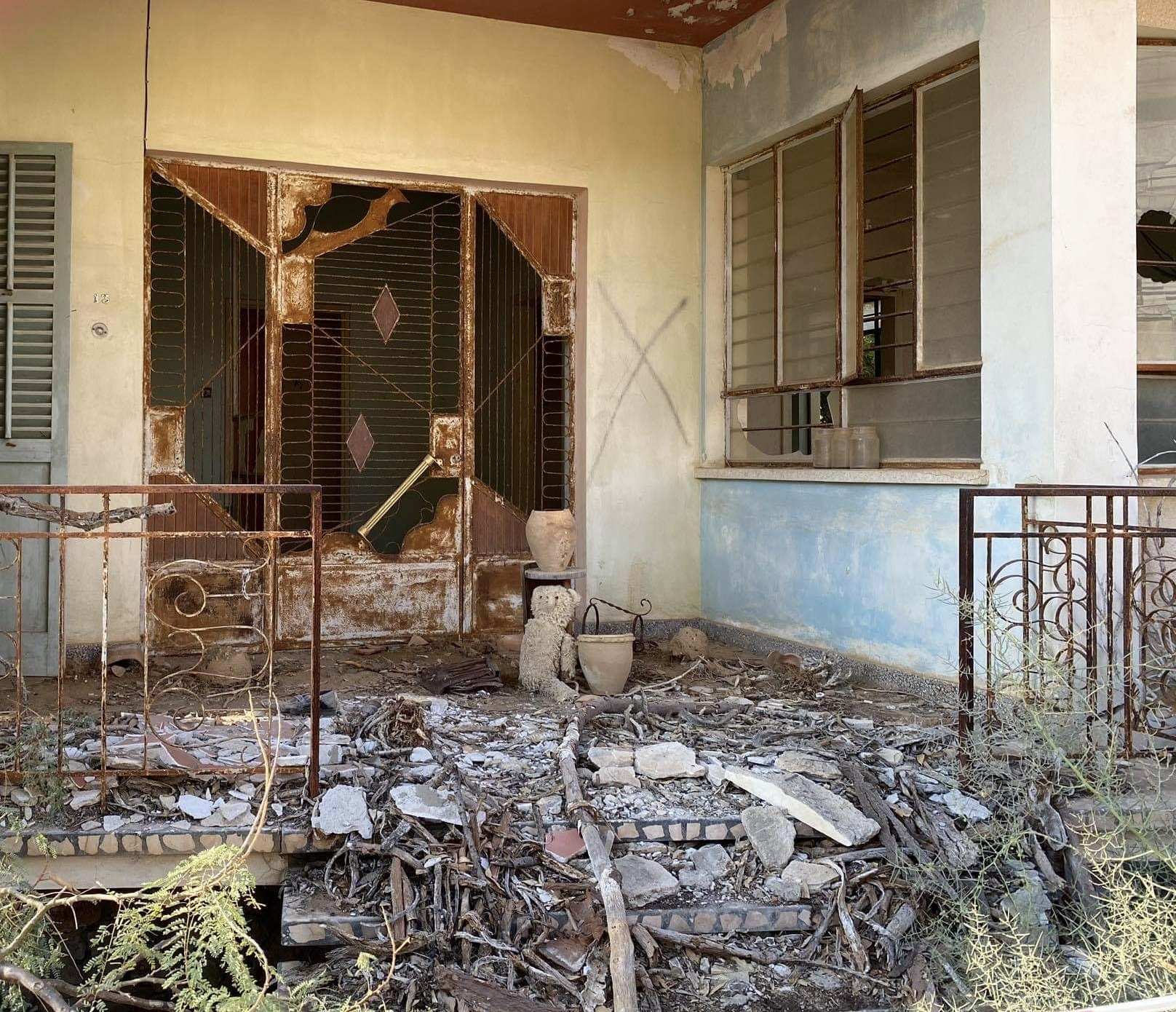
Opuštěný dům
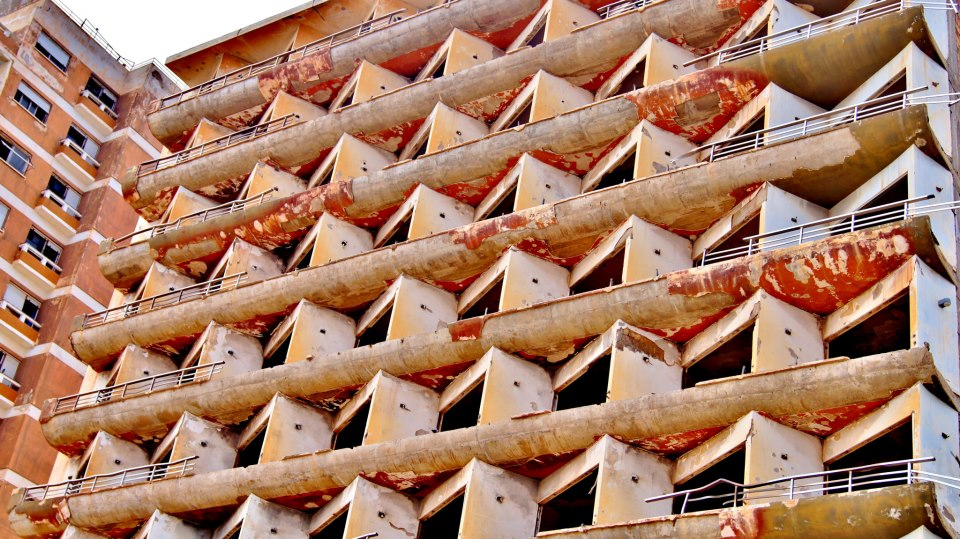
Jeden z mnoha zchátralých hotelů
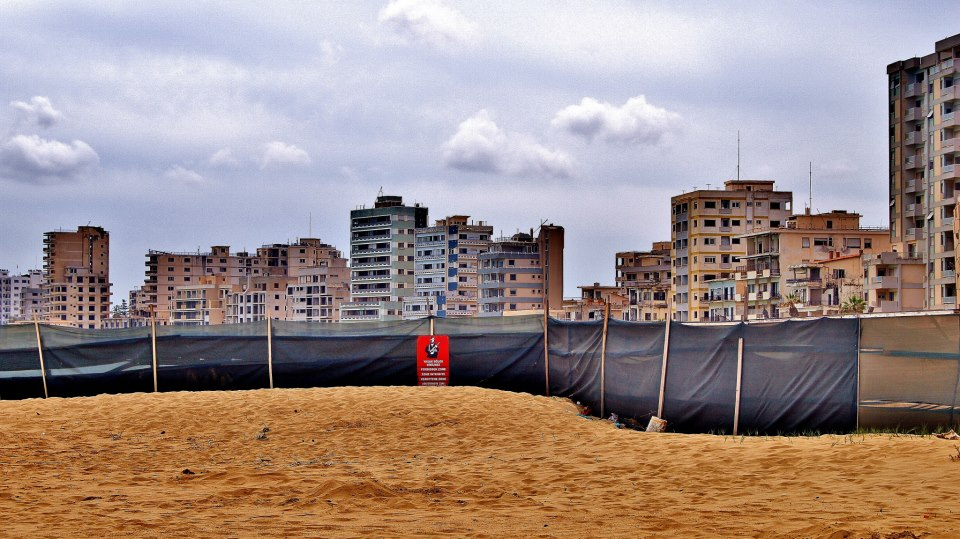
Plot oddělující Varošu od volně přístupné Famagusta Bay
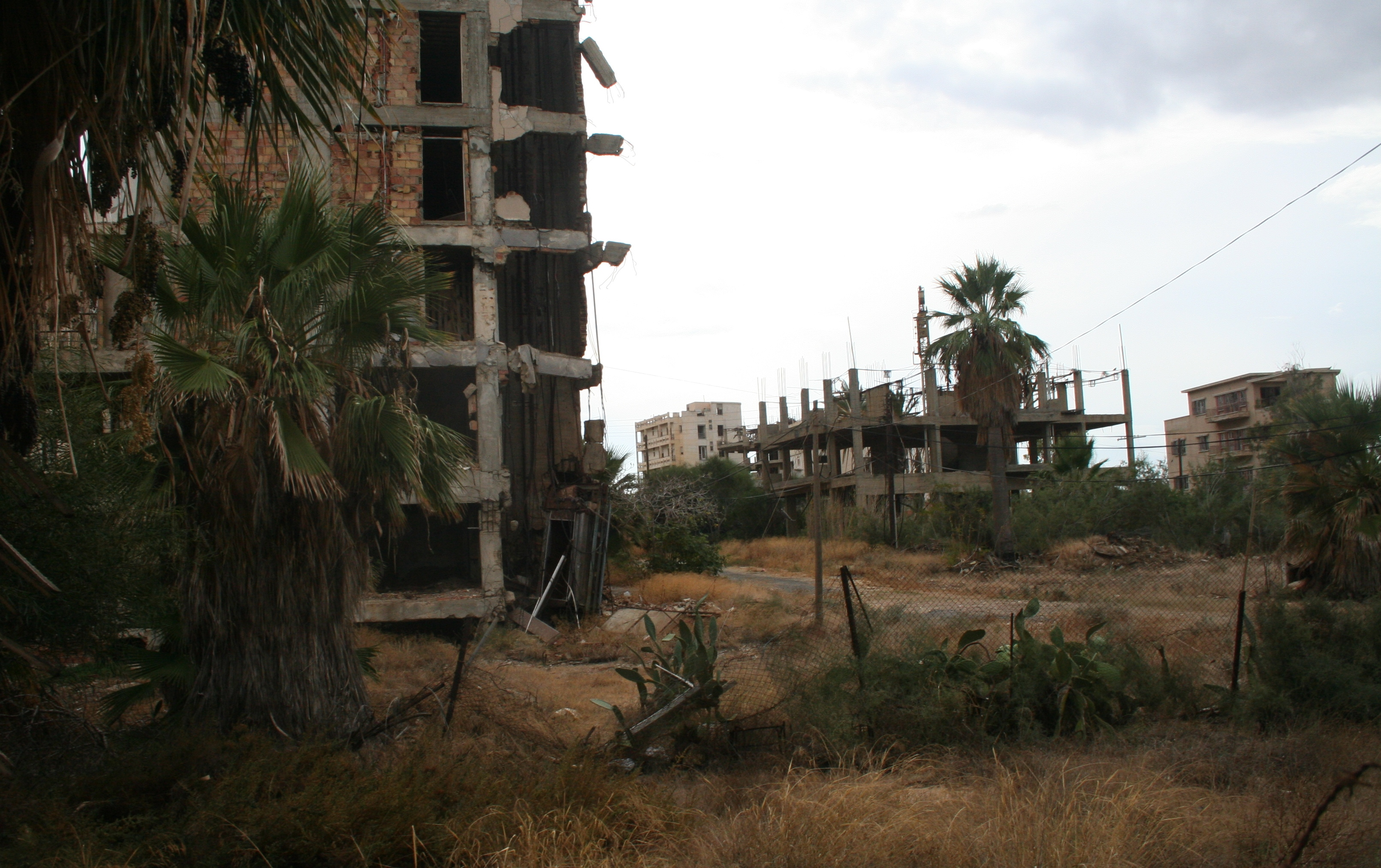
Varoša v roce 2009
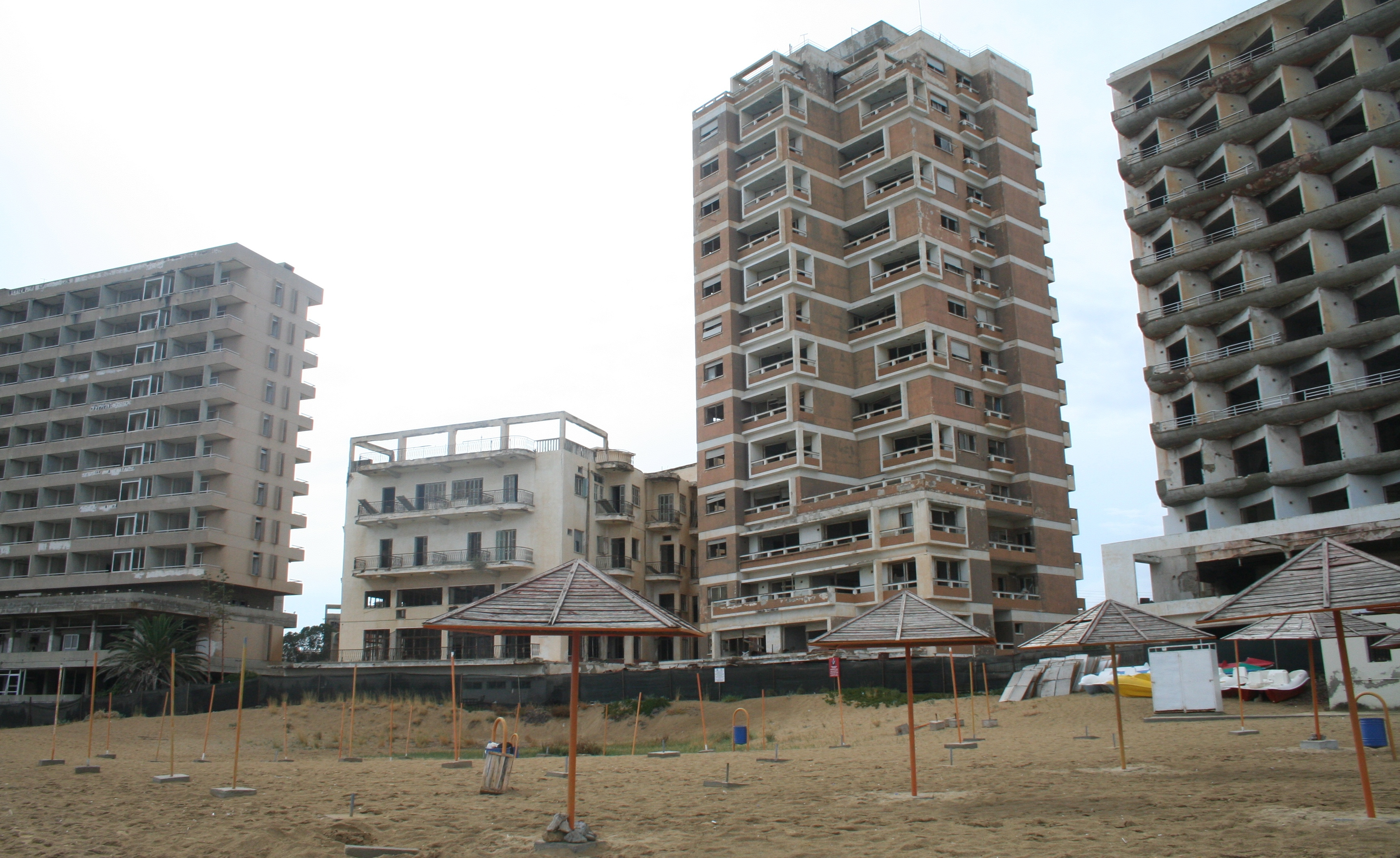
Opuštěné hotely
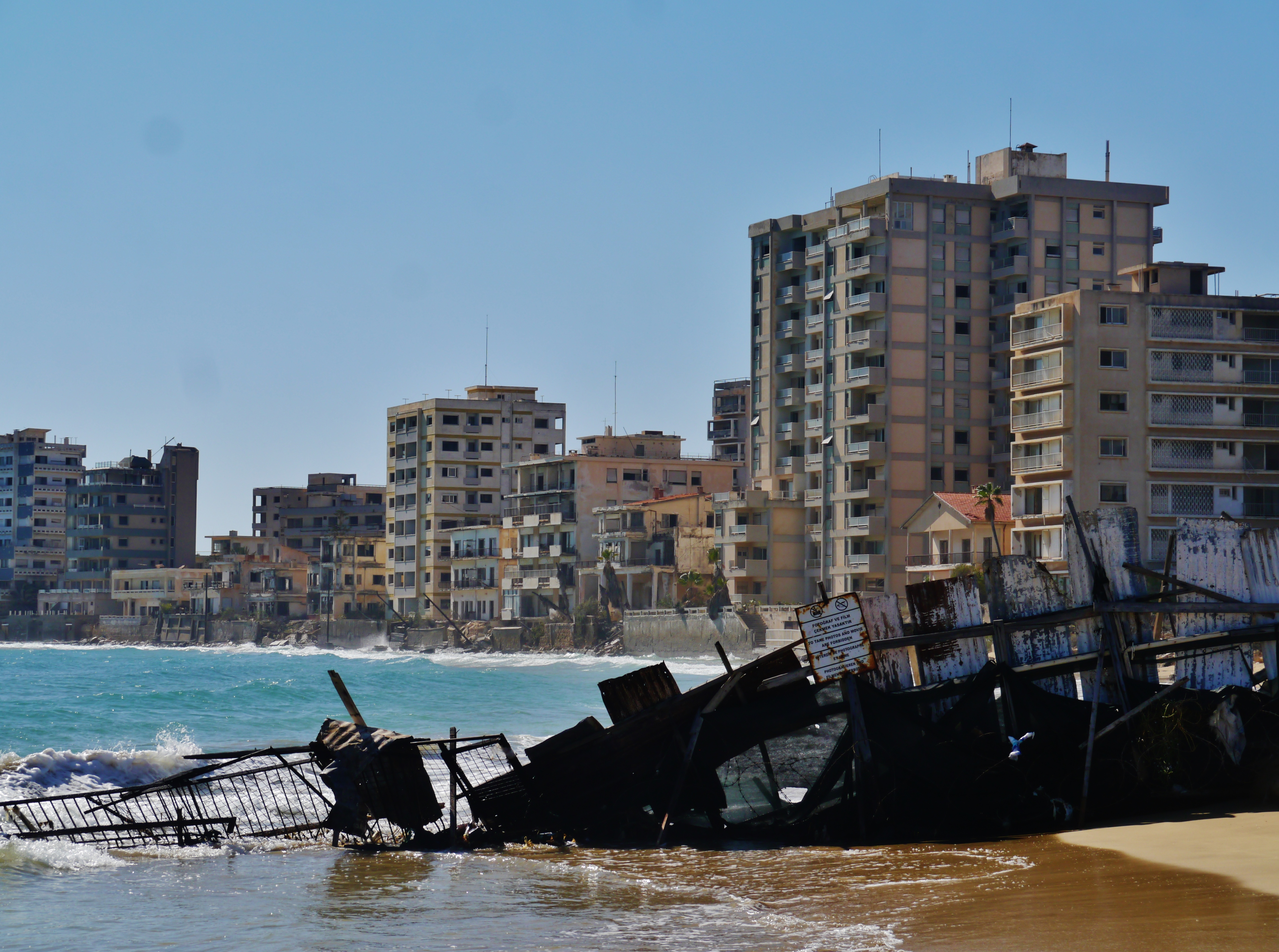
Varoša
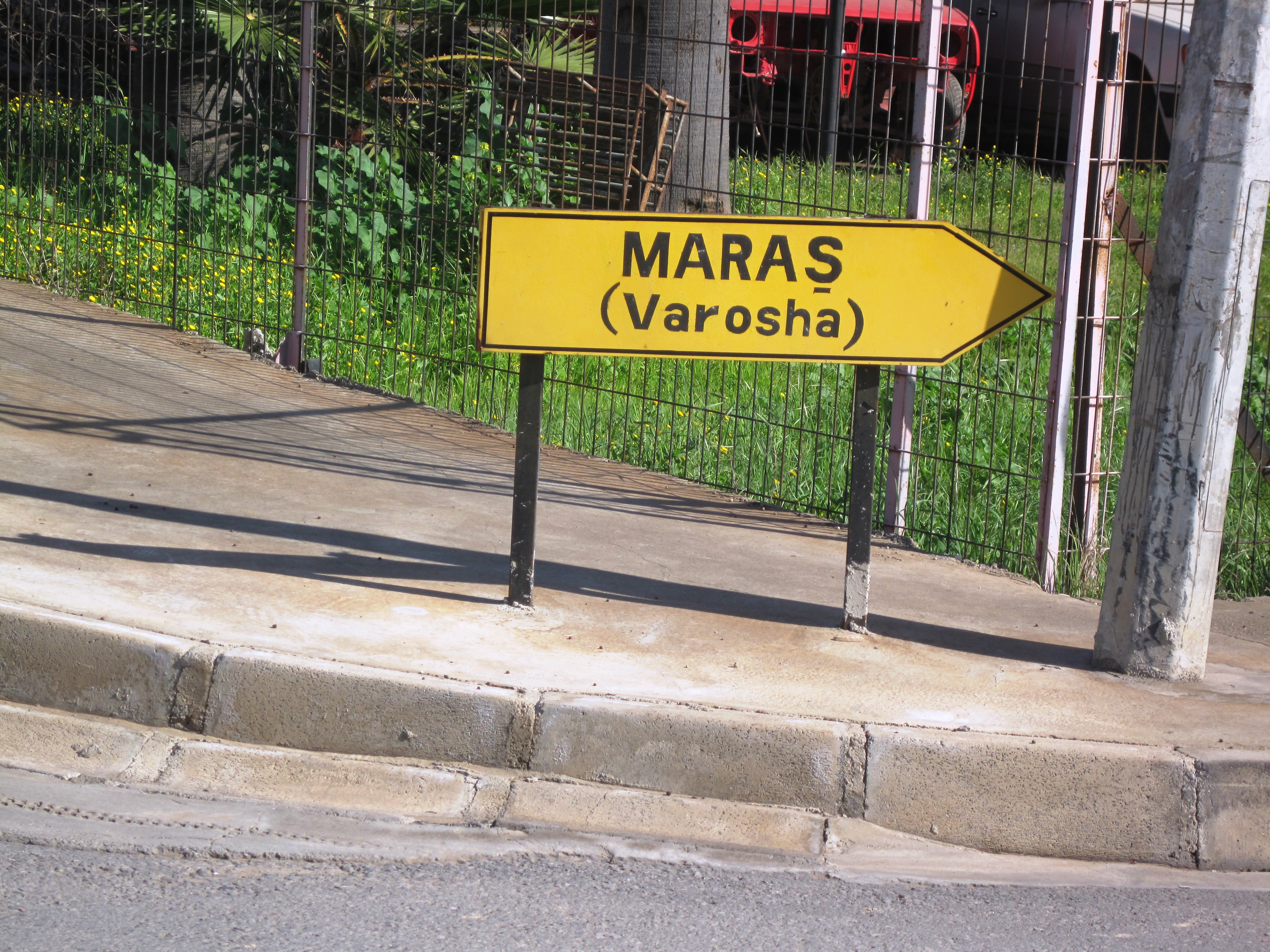
Cedule k Varoši
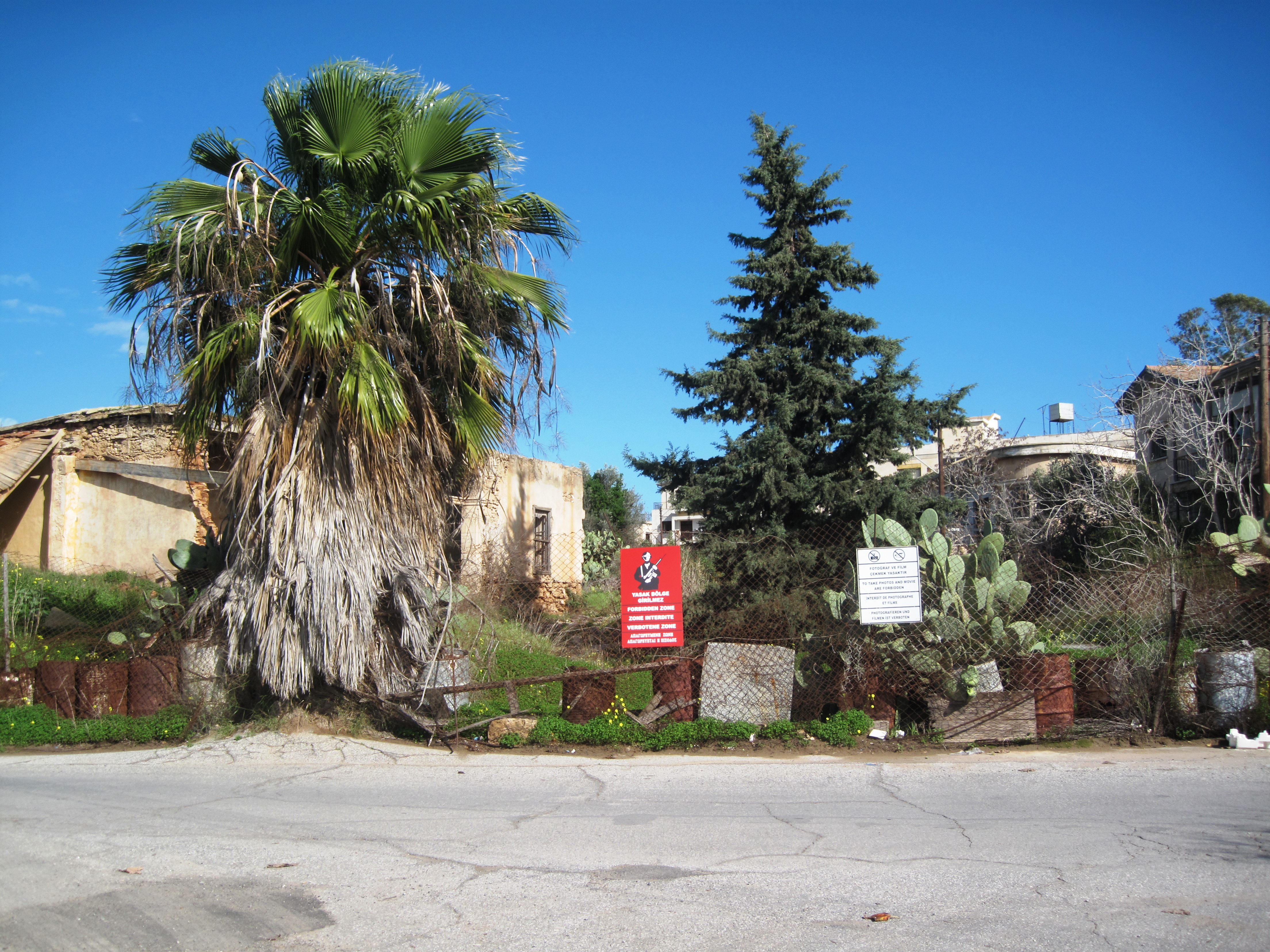
Zakázaný vojenský prostor
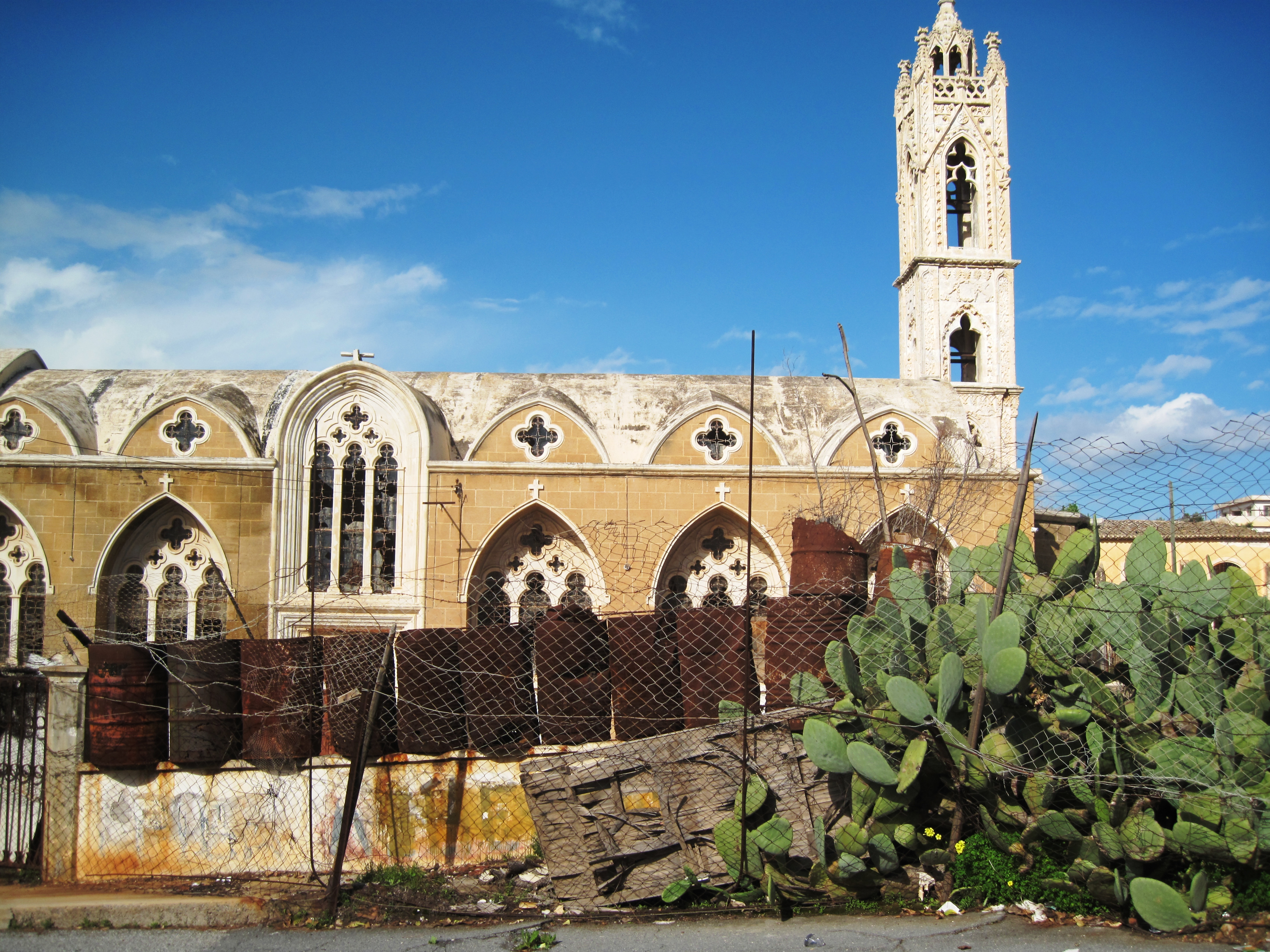
Starý kostel
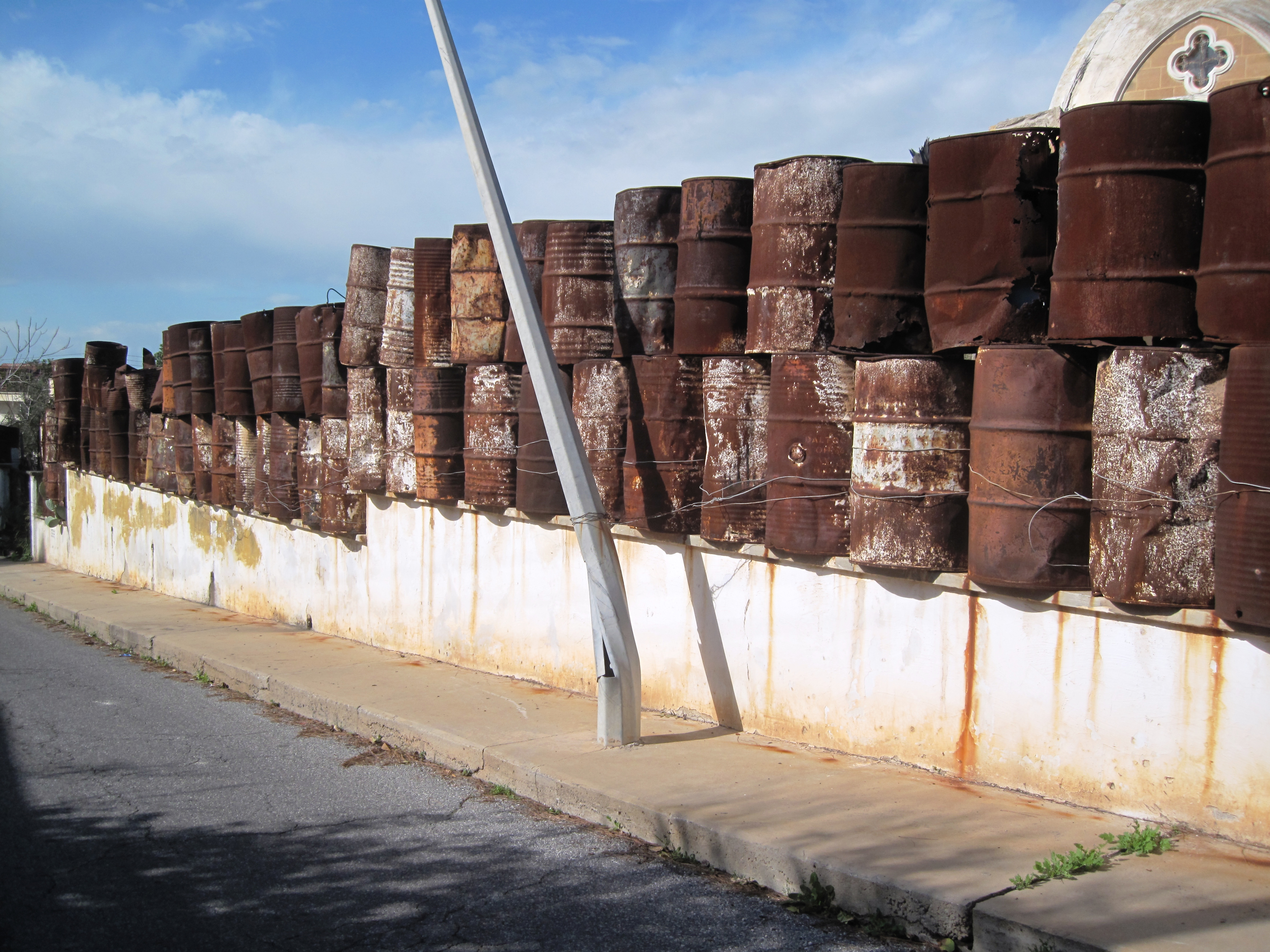
Oddělení čtvrti
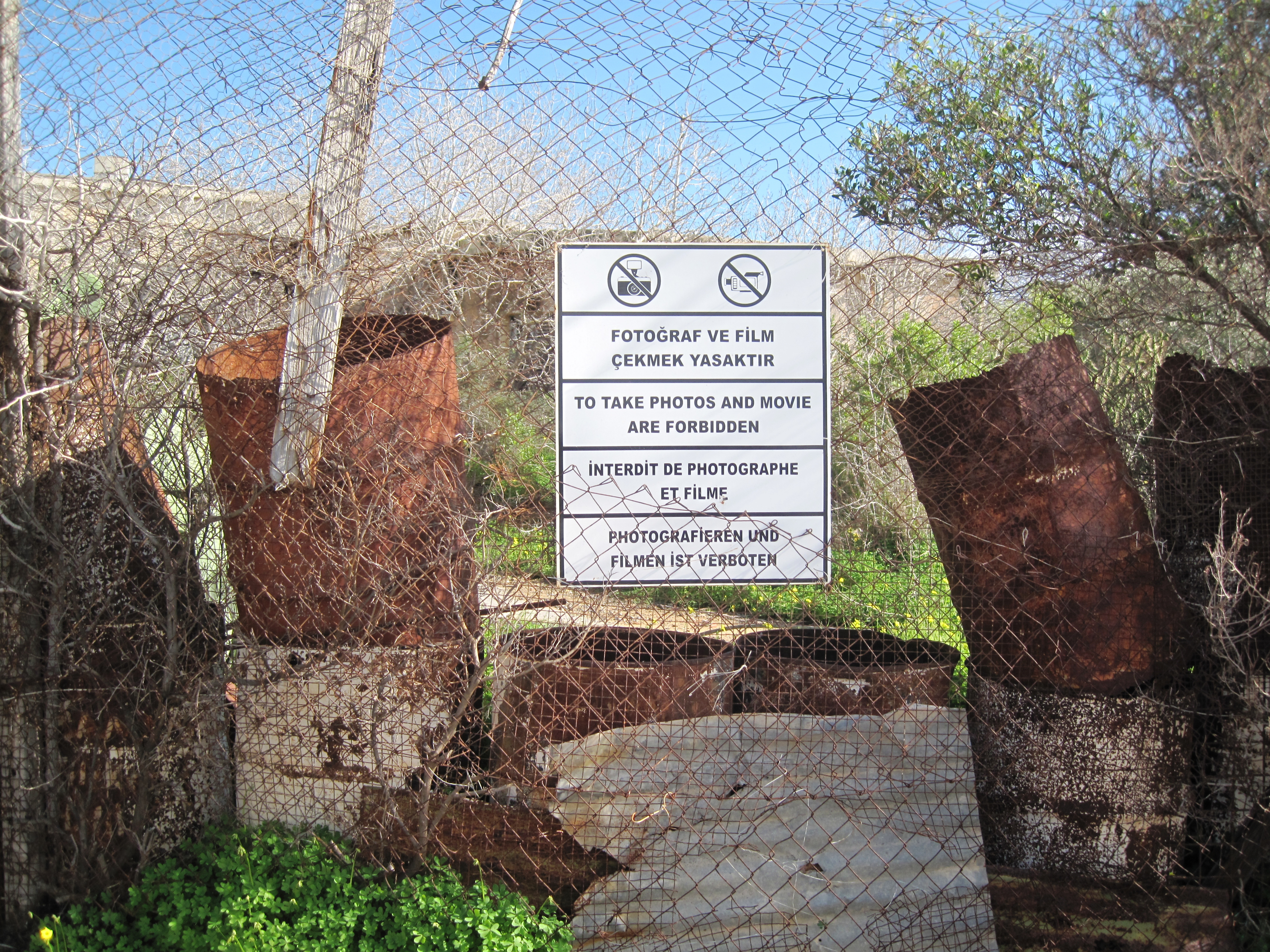
Fotografování zakázáno
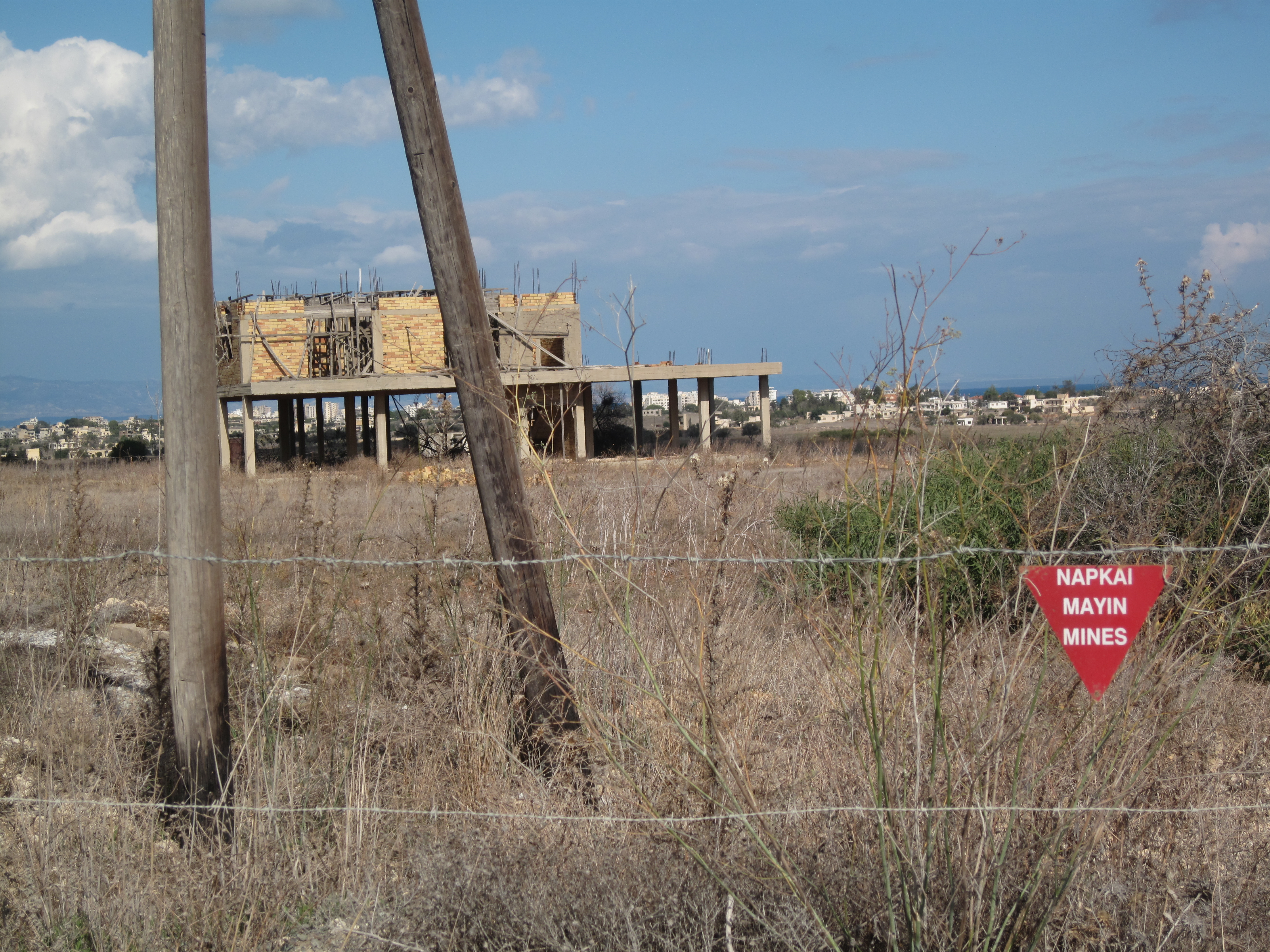
Zaminovaná oblast
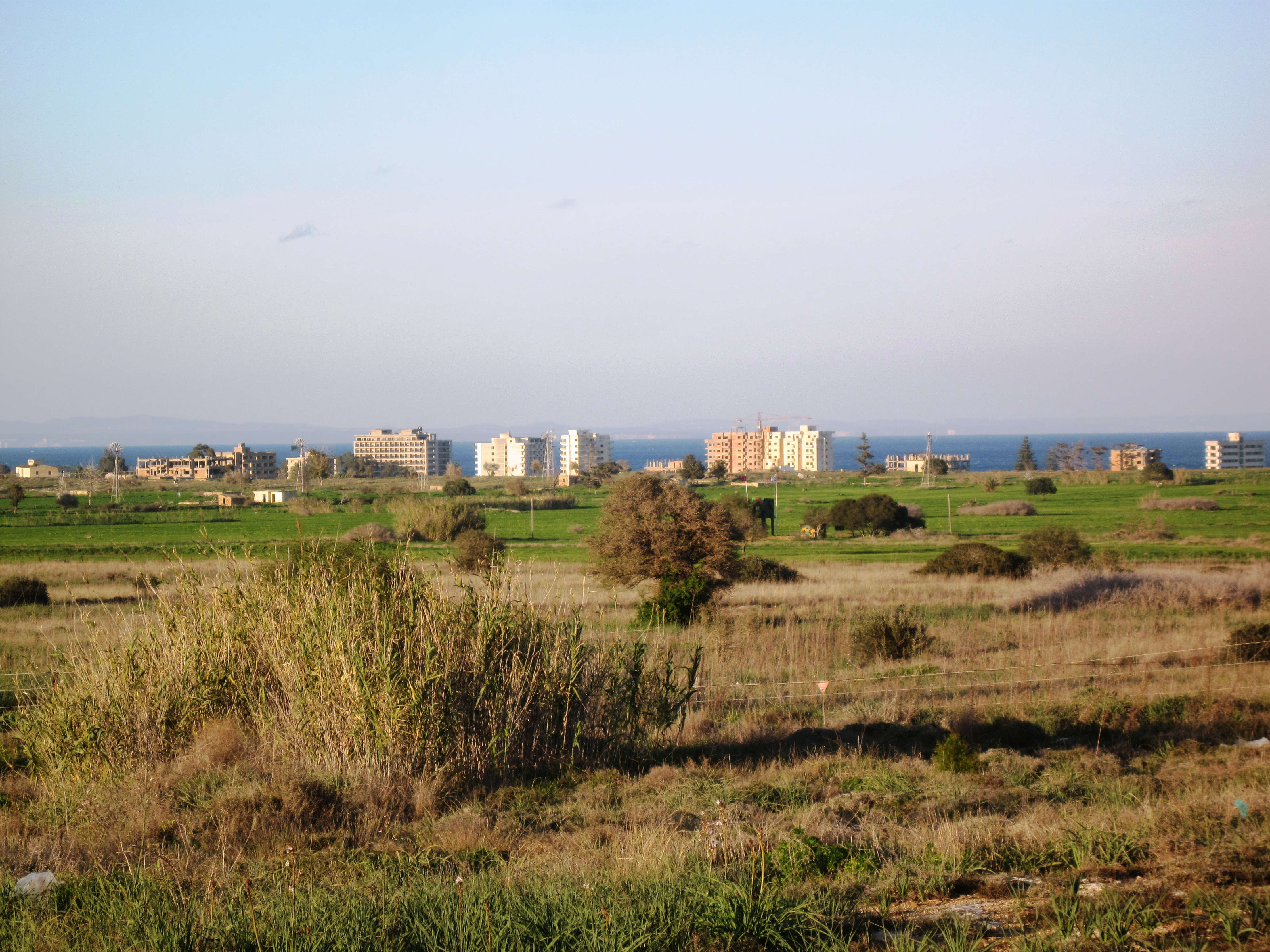
Prázdné hotely
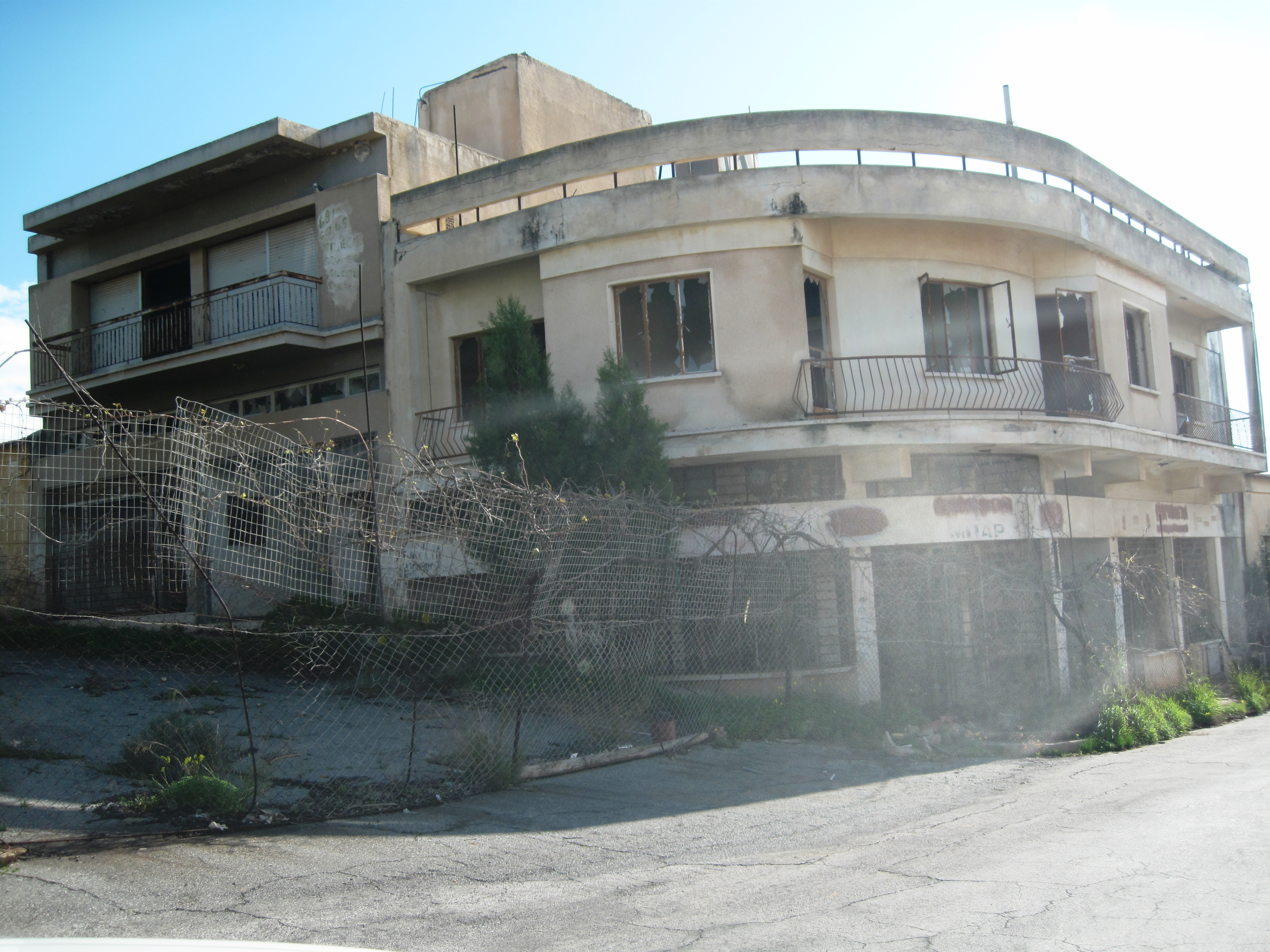
Prázdné obchody
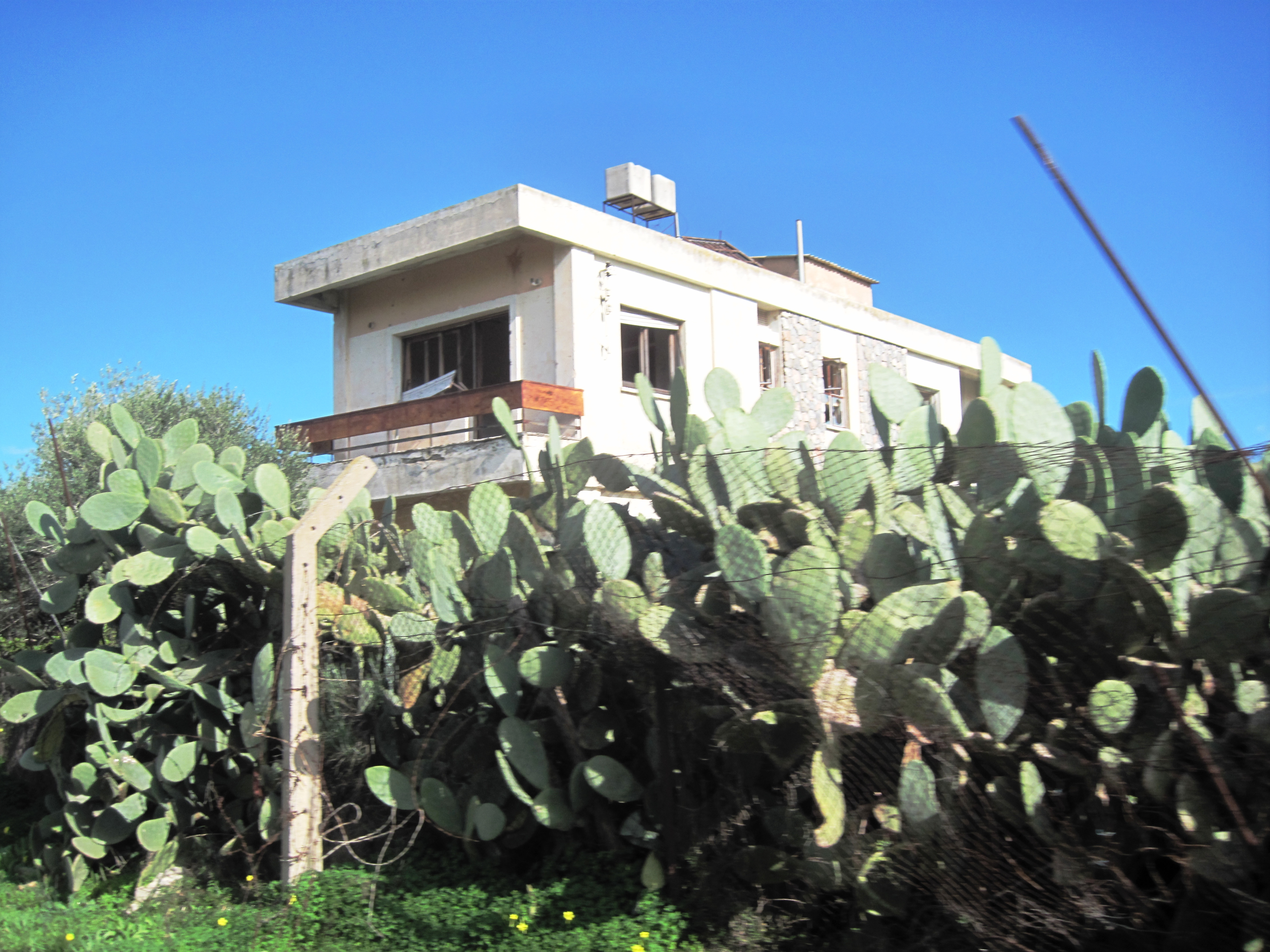
Prázdné domy
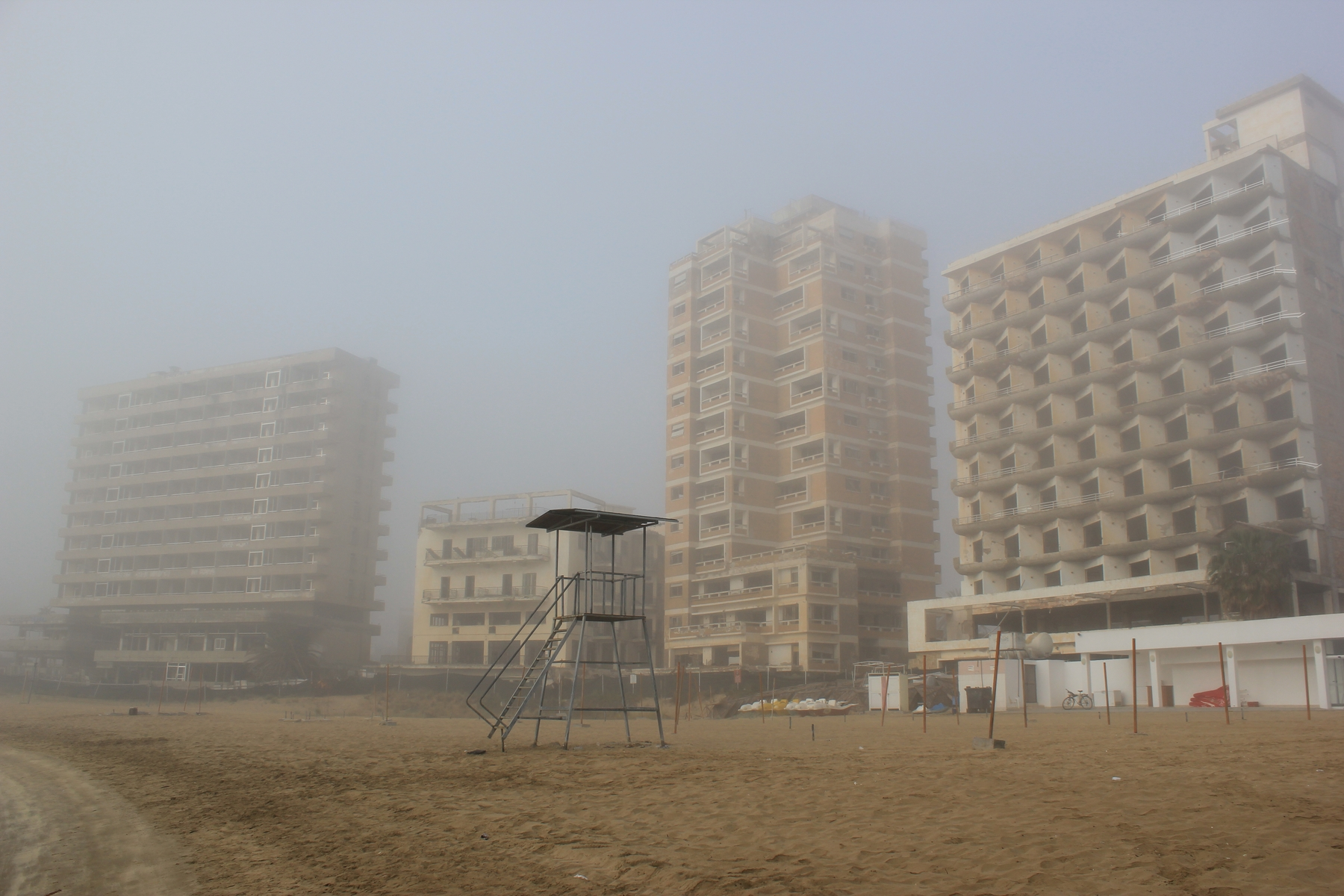
Opuštěné hotely na pláži (2016)
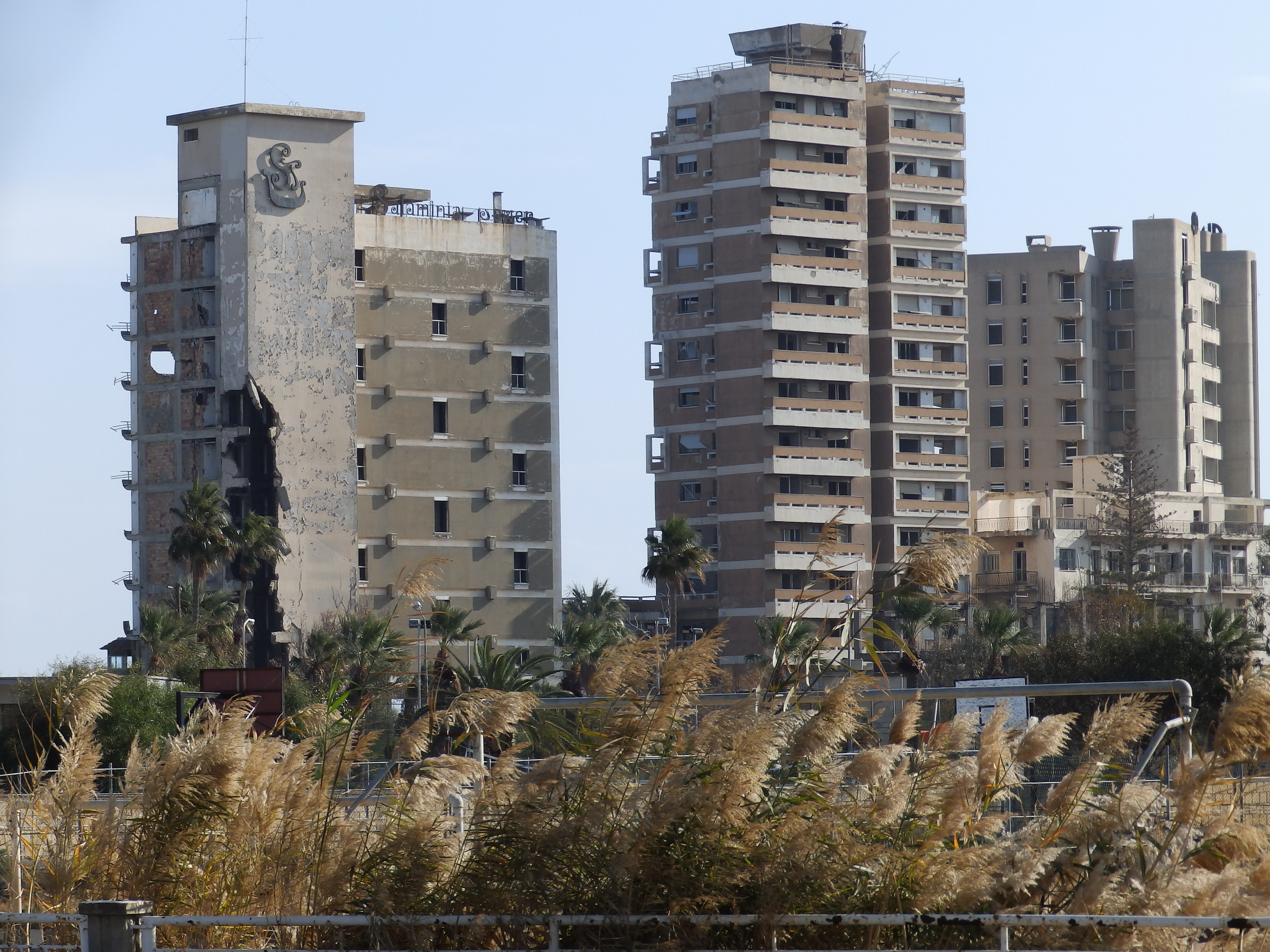
Opuštěné hotely (2013)
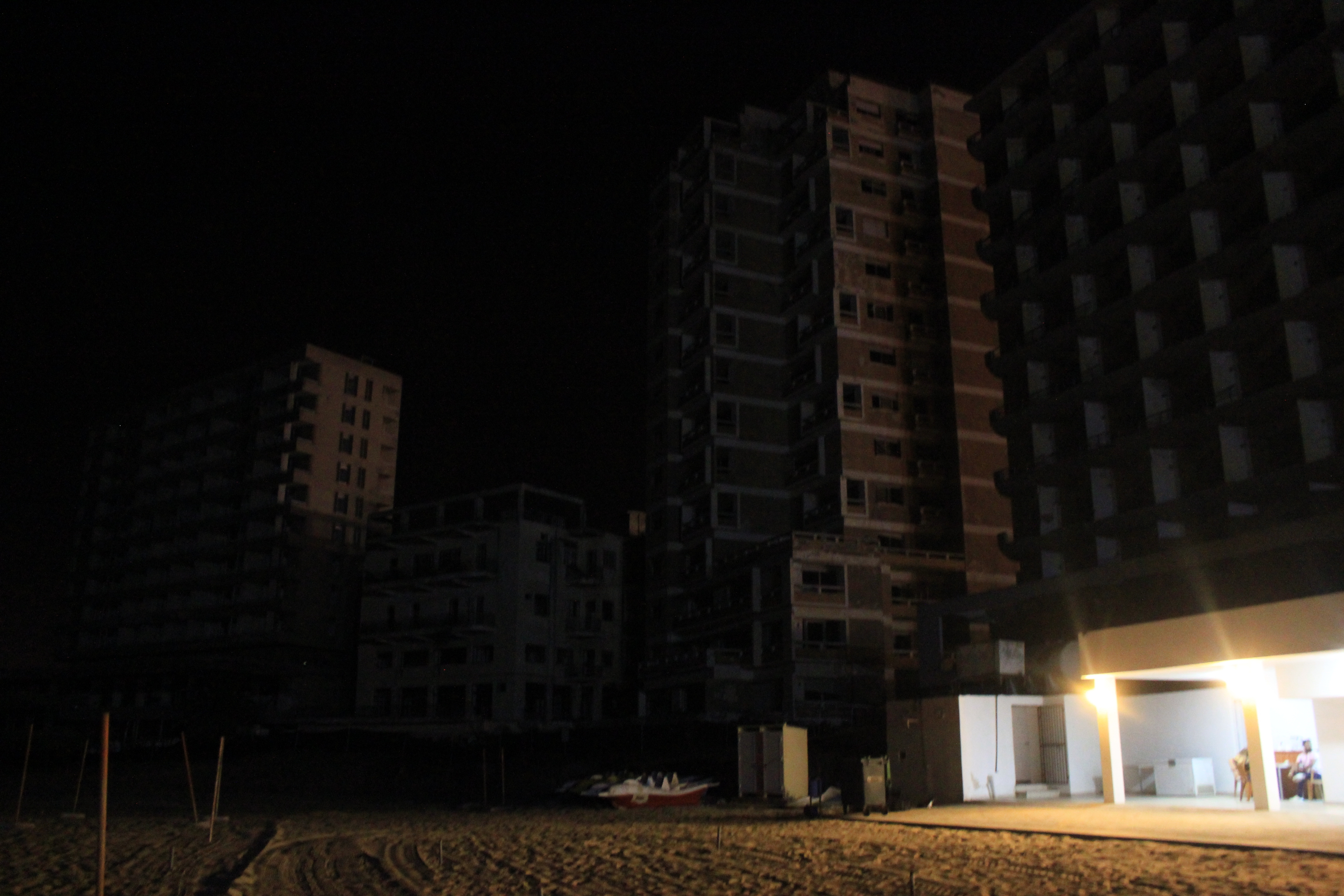
Večerní plážová párty (2016)
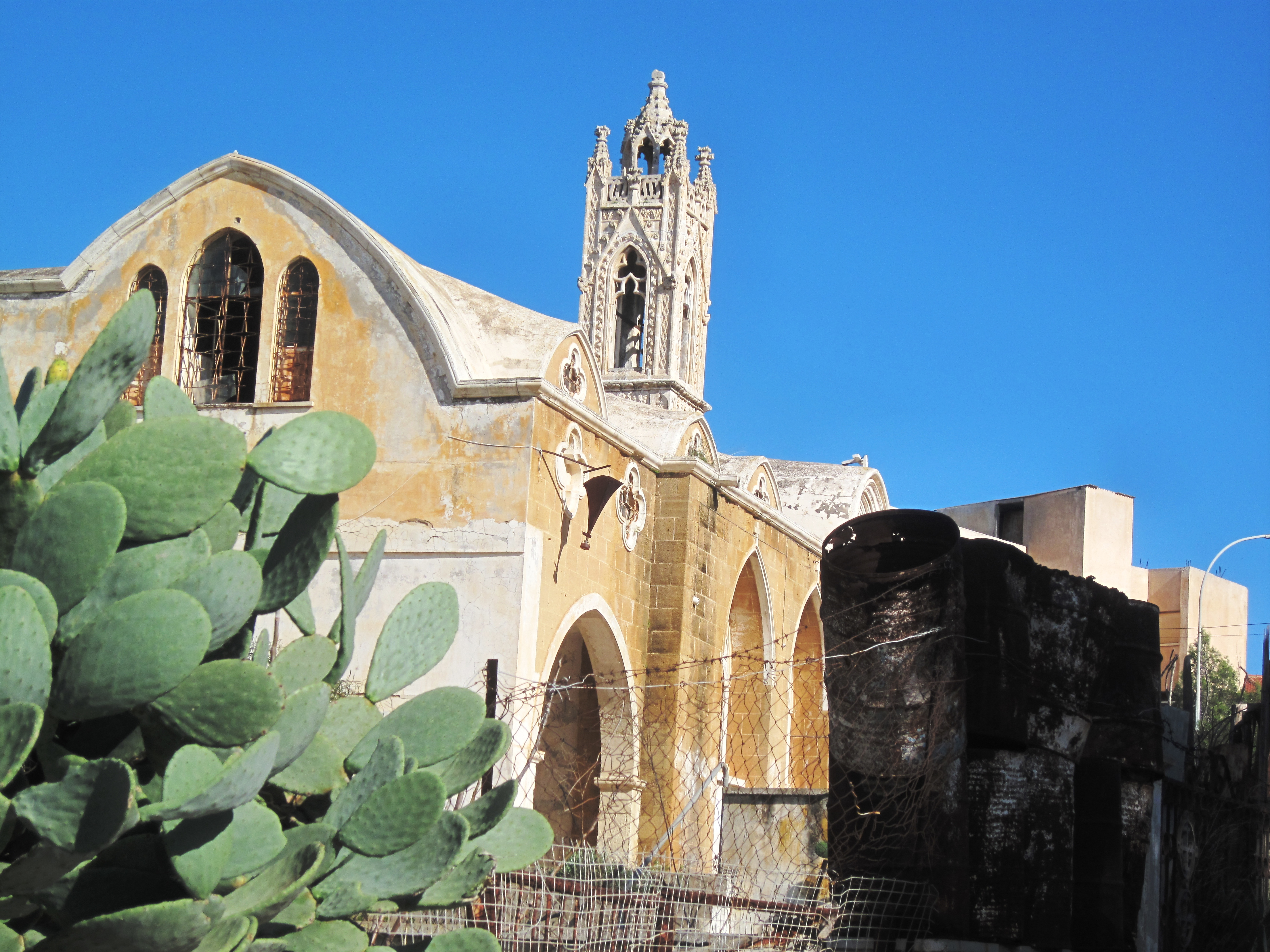
Opuštěná budova
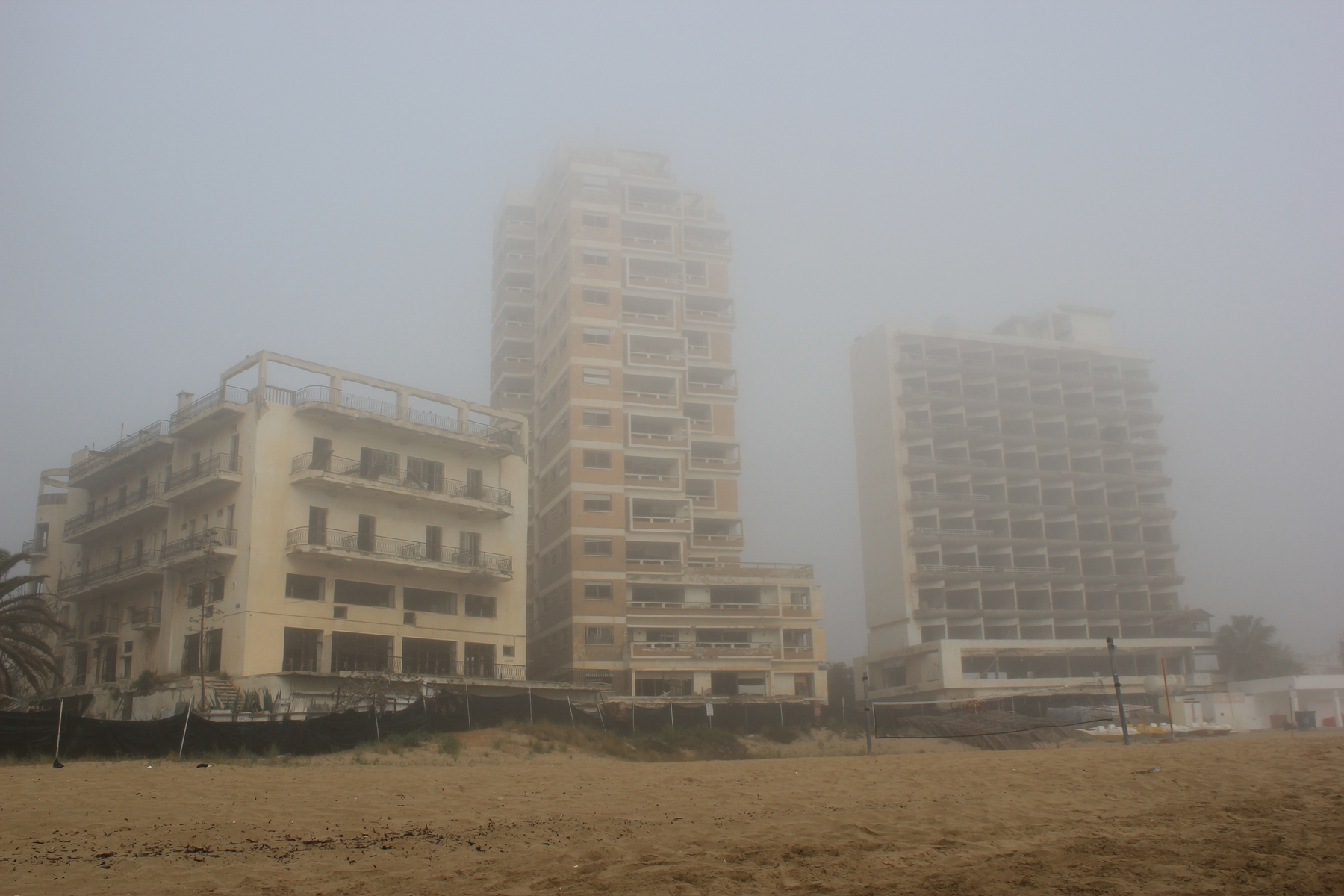
Opuštěné hotely na pláži (2016)
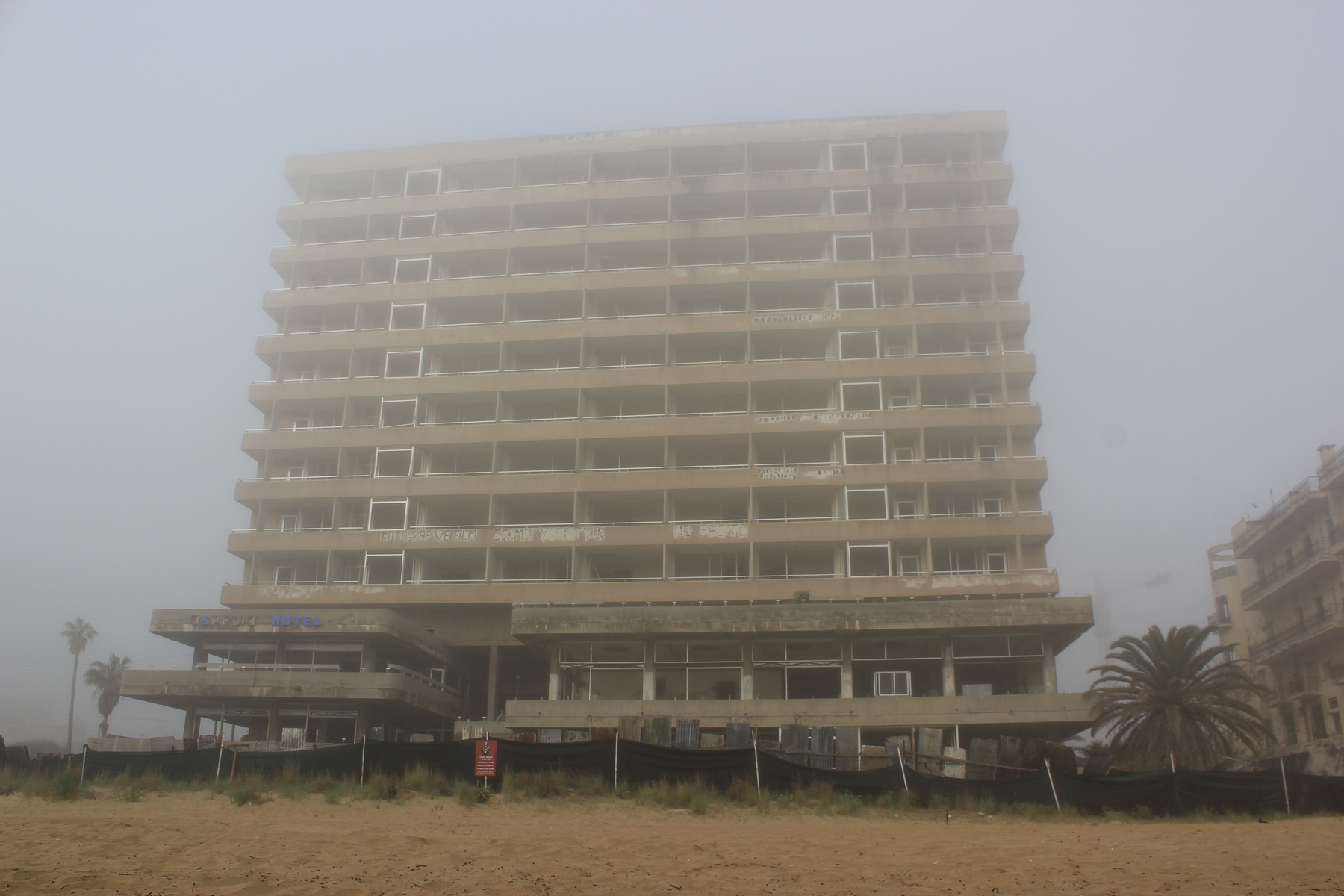
Opuštěný hotel
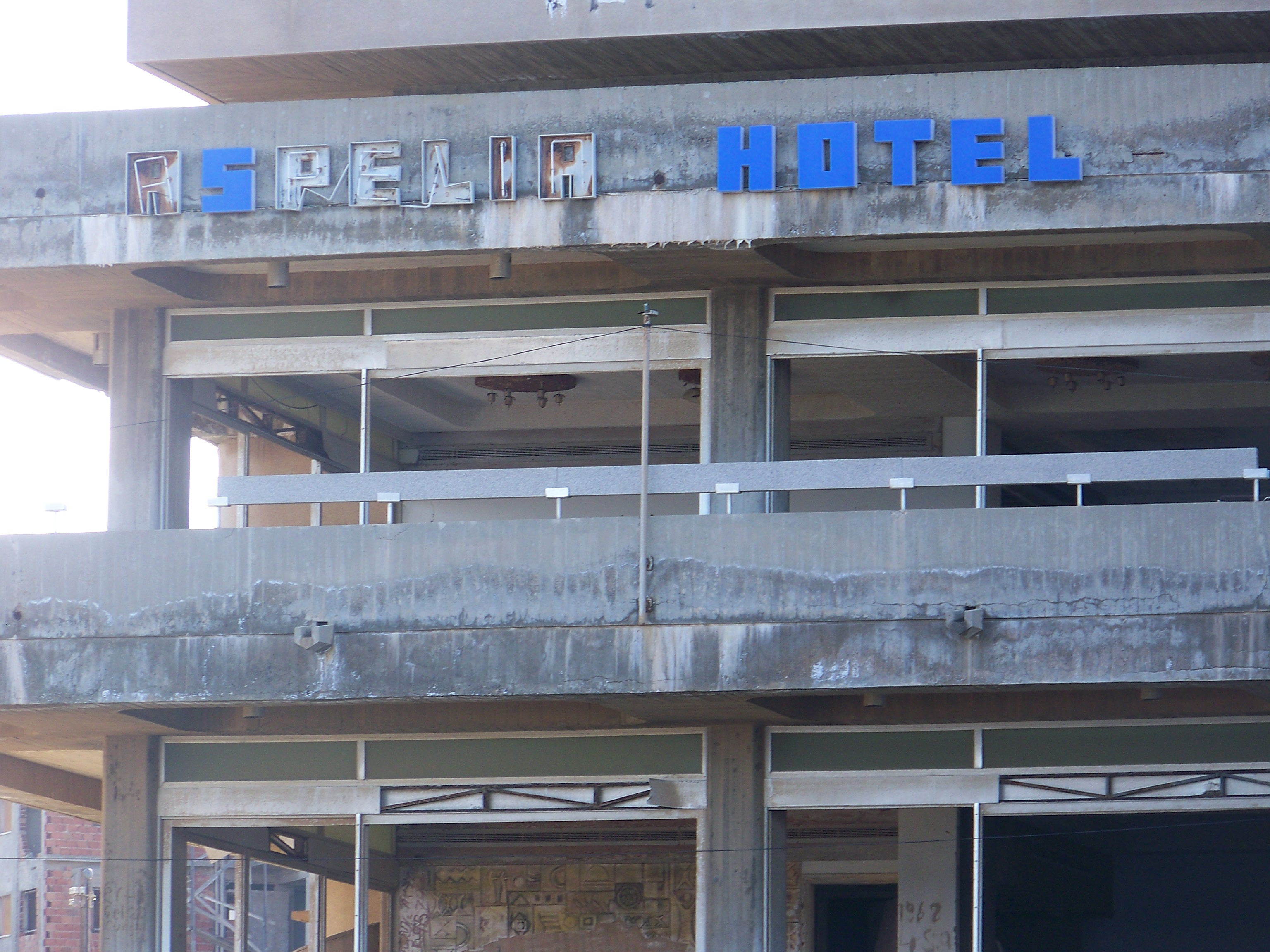
Opuštěný hotel